# Джус Уърлд
Джарад Антъни Хигинс (на английски: Jarad Anthony Higgins; 2 декември 1998 г. – 8 декември 2019 г.), известен професионално като Джус Уърлд (стилизирано като Juice WRLD), е американски рапър, алтернативен рок певец, трап музикант и автор на песни.
Нареждан е сред най-значимите фигури в развитието и популяризирането на жанровете емо-рап и SoundCloud rap през XXI век. Сценичното му име произлиза от филма Juice (1992) и по думите му представлява „превземане на света“.

## Биография
Хигинс е роден в Чикаго, Илинойс на 2 декември 1998 г. Израства в южните предградия, прекарва детството си в Calumet Park и по-късно се мести в Homewood, където посещава гимназията Homewood-Flossmoor High School и завършва през 2017 г.
Родителите му се развеждат, когато е на 3 години; баща му ги напуска, оставяйки майка му да отгледа него и по-големия му брат като самотен родител.
Майка му Кармела Уолъс е много религиозна и консервативна и не му позволява да слуша хип-хоп музика. Позволено му е да слуша рок и поп музика. Той се среща с изпълнители: Били Айдъл, Блинк-182, Блек Сабат, Фол Аут Бой, Мегадет и Panic! at the Disco чрез видеоигри като Tony Hawk's Pro Skater и Guitar Hero.
Хигинс употребява много наркотици през тийнейджърството си. Започва да приема ксанакс през 2013 г. Пуши също цигари за кратко, преди да напусне гимназията поради здравословни проблеми.
Научава се да свири на пиано на 4 години, вдъхновен от майка си, която по-късно започва да плаща за уроци. След това той поема китарата и барабаните, като същевременно свири на тромпет за бандата на класа си. Във втората си година от гимназията той започва да публикува песни в SoundCloud, които записва на своя смартфон. По онова време Хигинс започна да се отнася по-сериозно към рапирането.
Хигинс започва кариерата си като независим изпълнител през 2015 г. и подписва договор за запис с „Grade A Productions“ и „Интерскоуп Рекърдс“ през 2017 г. Получава признание със сингъла си от 2018 г. „Lucid Dreams“, който достига 2-ро място в американската класация Билборд Хот 100. Включен е в неговия тройно платинен дебютен студиен албум Goodbye & Good Riddance (2018) заедно със синглите „All Girls Are the Same“, „Lean wit Me“, „Wasted“ и „Armed and Dangerous“, всички които са се класирали в Hot 100. След това комбинира сили с Future в краткия албум Wrld on Drugs (2018). През следващата 2019 г. издава втория си албум Death Race for Love, който съдържа платинените сингли „Robbery“ и „Hear Me Calling“ и става първият дебют № 1 на Хигинс в американската класация Билборд 200 .
Хигинс почива след свърхдоза с наркотици на 8 декември 2019 г.
Първият му следсмъртен албум Legends Never Die (2020) става най-успешния следсмъртен дебют и влиза в класациите като албума с най-много Топ-10 сингли от албум, докато сингълът „ Come & Go “ (с Маршмело) е 2-та песен на Хигинс, която става № 2 в Hot 100. Вторият му посмъртен албум Fighting Demons е издаден през 2021 г.
- Хигинс на интервю за Hot 107.9 през юли 2018 г.
- Хигинс на MTV Video Music Awards през август 2018 г.
- Хигинс през май 2019 г.